# Catedral de Piura
A Basílica Catedral São Miguel Arcanjo de Piura (em castelhano:  Basílica Catedral San Miguel Arcángel), ou simplesmente conhecida como Catedral de Piura, é o principal edifício religioso filiado à Igreja Católica que se encontra localizado no centro histórico da cidade de Piura no país sul-americano do Peru.
Está localizado especificamente entre as ruas Huancavelica e Tacna, frente a praça de armas de Piura. Foi construída em 1588. Foi declarada Monumento Histórico Colonial pelas autoridades locais.
Trata-se de um templo com elementos neorrenacentistas que segue o rito romano ou latino e é a igreja mãe da Arquidiocese Metropolitana de Piura (Archidioecesis Piurensis) que foi criada como diocese em 1940 mediante a bula «Ad christianae plebis» do Papa Pio XII e foi elevada a seu atual status em 1966 pelo Papa Paulo VI.
Esta sob a responsabilidade pastoral do Arcebispo José Antonio Eguren Anselmi.

## Galeria

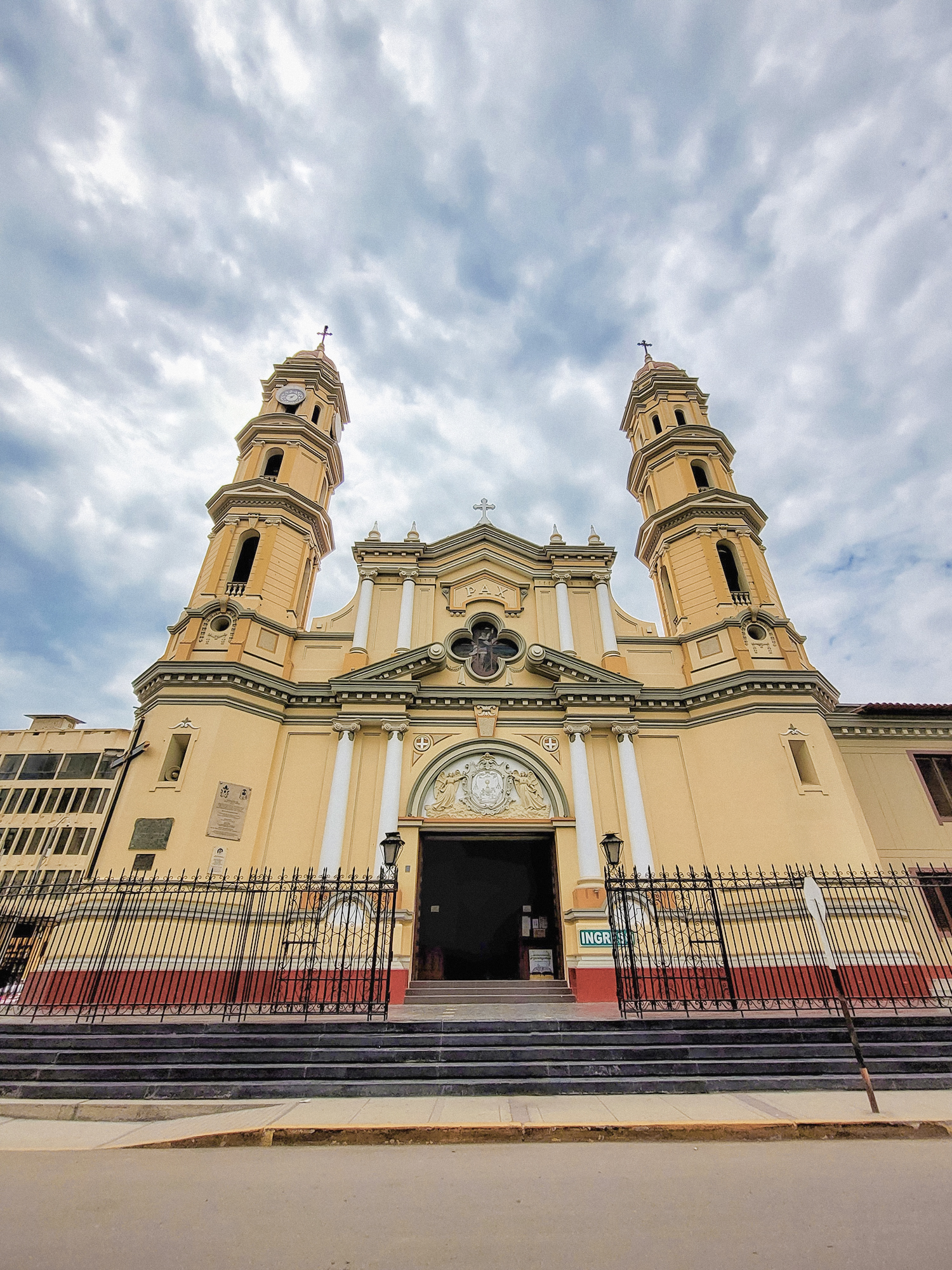
Fachada frontal da Catedral de Piura.
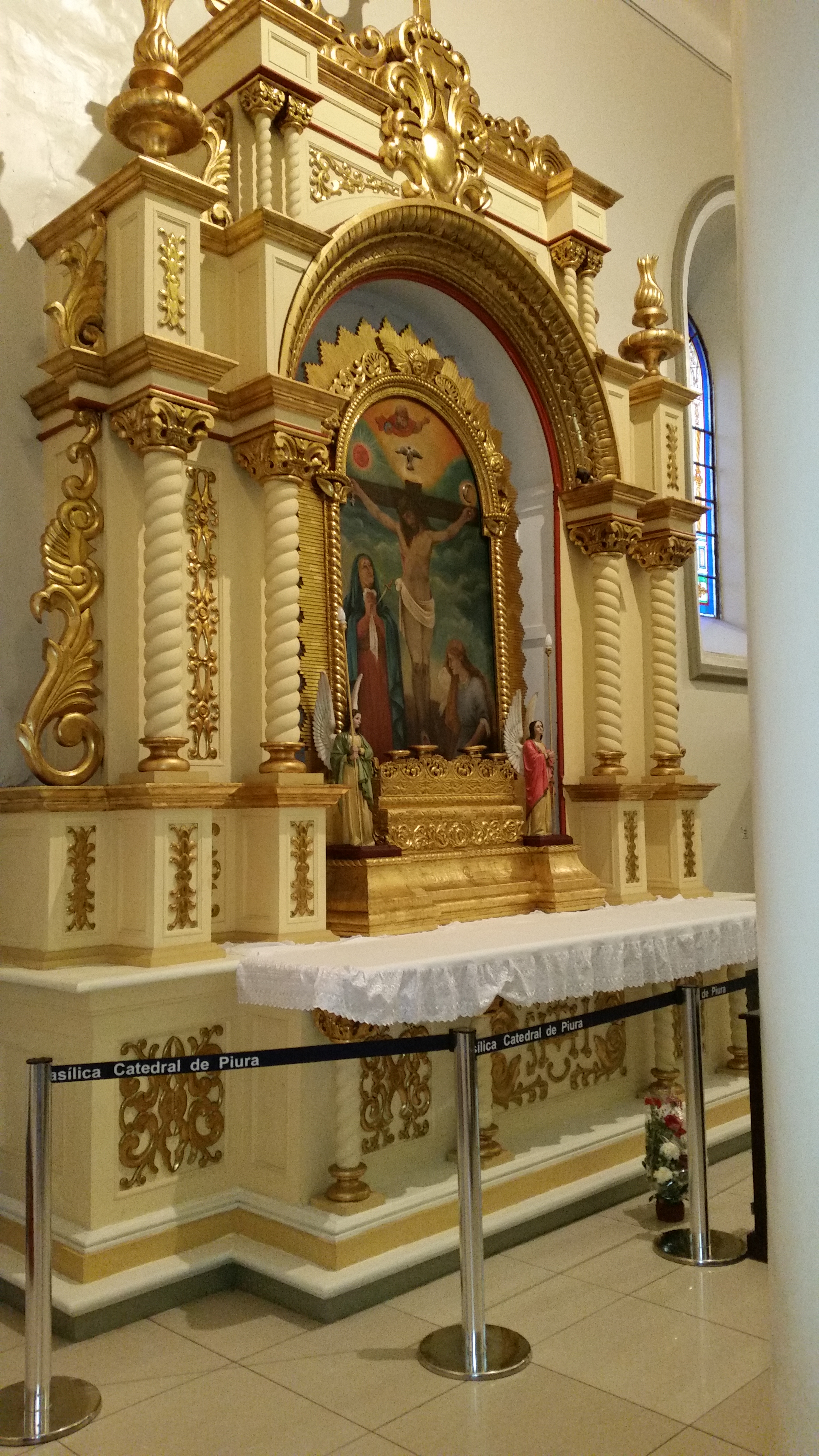
Altar do Senhor dos Milagres no interior da Catedral de Piura.
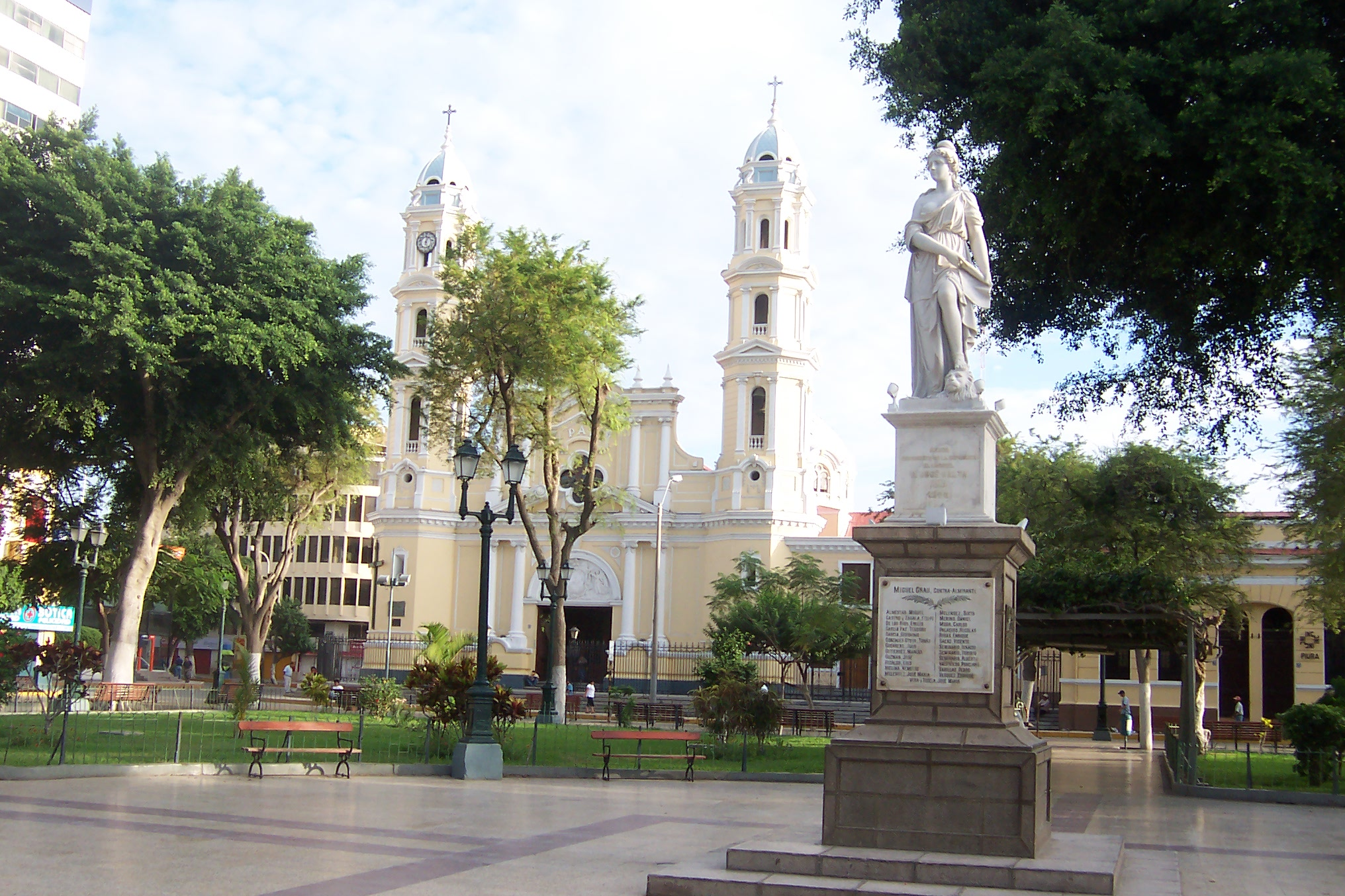
A Alegoria a Liberdade e, ao fundo, a Catedral de Piura.
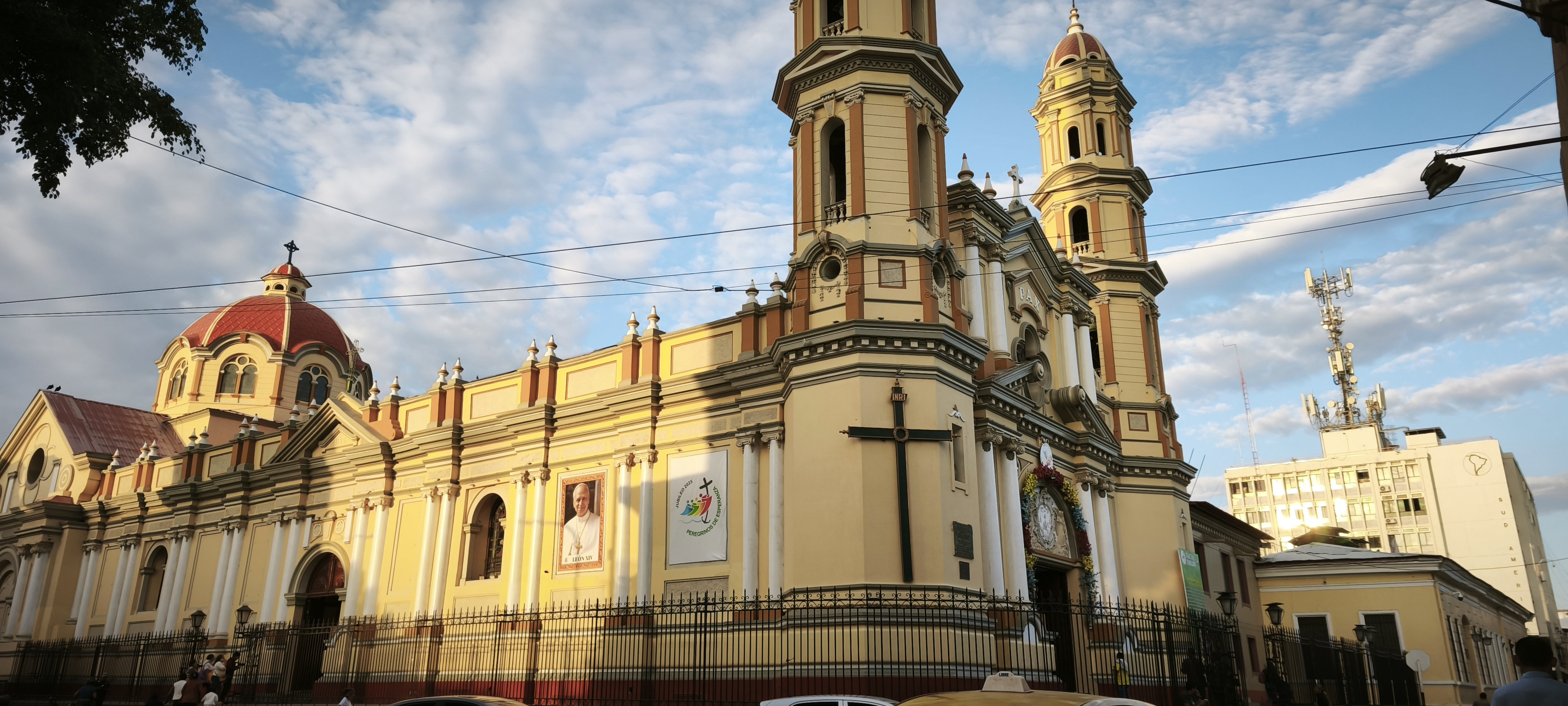